# لينوكس براون
لينوكس براون (24 نوفمبر 1910 - 1 سبتمبر 1983) (بالإنجليزية: Lennox Brown)‏ هو لاعب كريكت جنوب أفريقي. شارك مع منتخب جنوب أفريقيا الوطني للكريكت.

## وصلات خارجية
- لينوكس براون على موقع إي آس بي آن كريك إنفو (الإنجليزية)